# Elizabeth Furse
Elizabeth Furse (Nairobi, 13 ottobre 1936 – 18 aprile 2021) è stata una politica, attivista e viticoltrice keniota di origini britanniche e naturalizzata statunitense, membro della Camera dei Rappresentanti per lo stato dell'Oregon dal 1993 al 1999.

## Biografia
Nata a Nairobi da genitori britannici, Elizabeth fu cresciuta in Sudafrica e sin da giovane cominciò ad operare come attivista contro l'apartheid.
Nel 1956 si trasferì in Inghilterra, per poi stabilirsi definitivamente negli Stati Uniti, a Los Angeles. Nel 1968 si spostò a Seattle, dove lottò per i diritti dei nativi americani e nel 1972 ottenne la cittadinanza americana.
Dopo essersi trasferita a Portland, in Oregon, la Furse sviluppò maggiormente l'impegno da attivista, soprattutto sulle questioni di pace e diritti civili. Nel frattempo sposò un medico americano ed ebbe due figli.
Nel 1992 approdò al Congresso, come membro democratico della Camera dei Rappresentanti; la Furse fu la prima persona nata in Africa a raggiungere questa carica. Venne rieletta nel 1994 e nel 1996, anno in cui fondò al parlamento il Congressional Diabetes Caucus.
Nel 1998 non volle chiedere un'ulteriore rielezione, considerando quest'impiego "una carica pubblica e non un lavoro".
Dopo il divorzio dal primo marito, la Furse aveva sposato John C. Platt, con il quale negli anni ottanta aveva fondato un'azienda vinicola e una cantina, produttrici di Pinot nero e chardonnay. Dopo il ritiro dalla Camera, Elizabeth Furse si dedicò appunto a questo mestiere, senza tuttavia abbandonare la scena politica.